# Feldzug in Polen
Feldzug in Polen (Kampania polska) – film propagandowy nakręcony w roku 1940 przez Fritza Hipplera, wysokiego urzędnika w Ministerstwie Propagandy III Rzeszy, kierowanego wówczas przez Josepha Goebbelsa. Film ma charakter dokumentalny i z perspektywy niemieckiej propagandy opowiada o hitlerowskiej inwazji na Polskę. 
Umieszczenie filmu w serwisie youtube.com wywołało żywą reakcję prasową, w rezultacie której film usunięto. Film jest jednak dostępny na serwisie Internet Archive.